# Gmina Deerfield (hrabstwo Warren)
Gmina Deerfield (ang. Deerfield Township) – gmina w Stanach Zjednoczonych, w stanie Ohio, w hrabstwie Warren. W 2020 roku liczyła 40 525 mieszkańców.